# 信都区
信都区，原名桥西区，是河北省邢台市下辖的一个市辖区。區政府駐泉北西大街1001號。

## 地名来源
信都是邢台的古名之一。战国时期赵国君主趙成侯将邢地改名为信都。秦国统一六国后，在此设置信都县。

## 行政区划
信都区下辖8个街道办事处、11个镇、6个乡：
钢铁路街道、中兴路街道、达活泉街道、张宽街道、章村街道、中华大街街道、团结路街道、泉西街道、南大郭镇、李村镇、南石门镇、羊范镇、皇寺镇、会宁镇、西黄村镇、路罗镇、将军墓镇、浆水镇、宋家庄镇、太子井乡、龙泉寺乡、北小庄乡、城计头乡、白岸乡和冀家村乡。

## 人口
根據第七次全國人口普查數據，截至2020年11月1日零時，信都區常住人口798770人，佔全市人口11.23％。全區常住人口中，男性人口占比50.14%；女性人口占比49.86%。

## 交通
- 京广铁路、京深高速公路、 107国道：距石家庄机场130公里，距邢台民航机场仅25公里。
- 邯黄铁路、邢和铁路
- 邢汾高速公路、邢衡高速公路
- 京广铁路：小康庄站

## 景点
达活泉公园，郭守敬纪念馆、天河山等。